# NHLPA Hockey '93

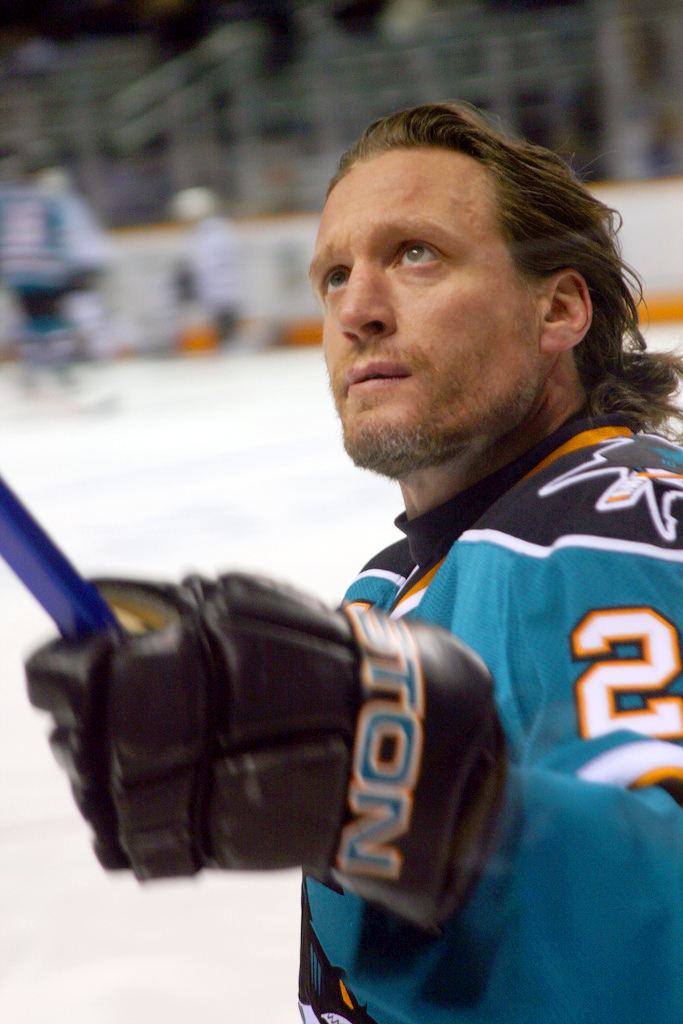
Jeremy Roenick (här i San Jose Sharks uniform) förekommer i spelet och är en av de bättre rankade anfallsspelarna, representerades Chicago Blackhawks.

NHLPA Hockey '93 är ett ishockeyspel till SNES och  Sega Mega Drive/Genesis, släppt i december 1992. Släppet var det andra i NHL-serien på Sega Mega Drive/Genesis och det första på Super Nintendo (SNES).

## Funktioner
Man kan spela träningsmatch eller slutspel (utslagsturnering i bäst av 7 matcher) där vinnaren tilldelas en trofé som påminner om Stanley Cup. 
Spelet fick NHLPA-licens men inte NHL-licens. Därför innehöll spelet alla verkliga spelare och tröjnummer, men inte riktiga klubbnamn eller logotyper. Spelet inbegriper mestadels kompletta spelartrupper och alla 24 lag från NHL-säsongen 1991–92 samt expansionsklubbarna Tampa Bay Lightning och Ottawa Senators (som blev en del av ligan säsongen 1992–93).
De olika spelarna i spelet har olika rankingnivåer som är baserade på deras verkliga spelförmåga (som skottstyrka, skottprecision, snabbhet och smidighet). Två av de bäst rankade anfallsspelarna i spelet är Mario Lemieux (Pittsburgh Penguins) och Jeremy Roenick (Chicago Blackhawks). Pittsburgh Penguins och Chicago Blackhawks möttes i Stanley Cup-finalen 1992 där Penguins vann med 4-0 i matcher.
Sega Mega Drive/Genesis-versionen innehöll också sparförmåga med EEPROM-batteri, som gjorde det möjligt att spara spel och pågående slutspel, medan SNES-versionen använde lösenord.

## Mottagande
Den amerikanska datorspelstidningen Computer Gaming World var positivt inställd till spelets användande av riktiga NHL-lag och spelare (även om inga klubbemblem förekommer i spelet) och sammanfattade det hela med att spelet var "precis så realistiskt och detaljerat som man kan förvänta sig av en spelkassett" och gav det "två röda och blåsbeklädda tummar upp."
Tidskriften Game Informer rankade år 2001 spelet som det tjugonde bästa datorspelet någonsin. Tidningsmedarbetarna lovordade spelets djup och strategi.

## Övrigt
New York Rangers-spelarna Mike Richter (målvakt) och Randy Moller (back) förekommer på omslaget till spelet.
Spelet förekommer i en scen ur filmen Du, var är brudarna? (med bland annat Vince Vaughn) från 1996.

### Fotnoter
1. ↑  ”Release information”. GameFAQs. Arkiverad från originalet den 4 mars 2016. https://web.archive.org/web/20160304231152/http://www.gamefaqs.com/snes/588529-nhlpa-hockey-93/data. Läst 18 juni 2010.
2. ↑  Emrich, Alan; Lombardi, Chris (januari 1993). ”EA's NHLPA Hockey Scores With Two CGW Editors”. Computer Gaming World:  ss. 90. http://www.cgwmuseum.org/galleries/index.php?year=1993&pub=2&id=102. Läst 5 juli 2014.
3. ↑  Cork, Jeff (16 november 2009). ”Game Informer's Top 100 Games of All Time (cirka #100)”. Game Informer. Arkiverad från originalet den 8 april 2010. https://web.archive.org/web/20100408113757/http://gameinformer.com/b/features/archive/2009/11/16/game-informer-s-top-100-games-of-all-time-circa-issue-100.aspx. Läst 10 december 2013.
4. ↑  Du, var är brudarna? (1996) – Trivia IMDb

### Engelska originalcitat
1. ↑  "just about as realistic and detailed as one could hope a cartridge game to be ... two red and blistered thumbs up."